# Station Slochteren
Station Slochteren (geografische afkorting Str) van het Standaardtype Woldjerspoor was een station aan de Woldjerspoorweg tussen Groningen en Weiwerd. Het station van Slochteren was in gebruik van 1 juli 1929 tot 5 mei 1941. Het stationsgebouw bestaat nog steeds. 

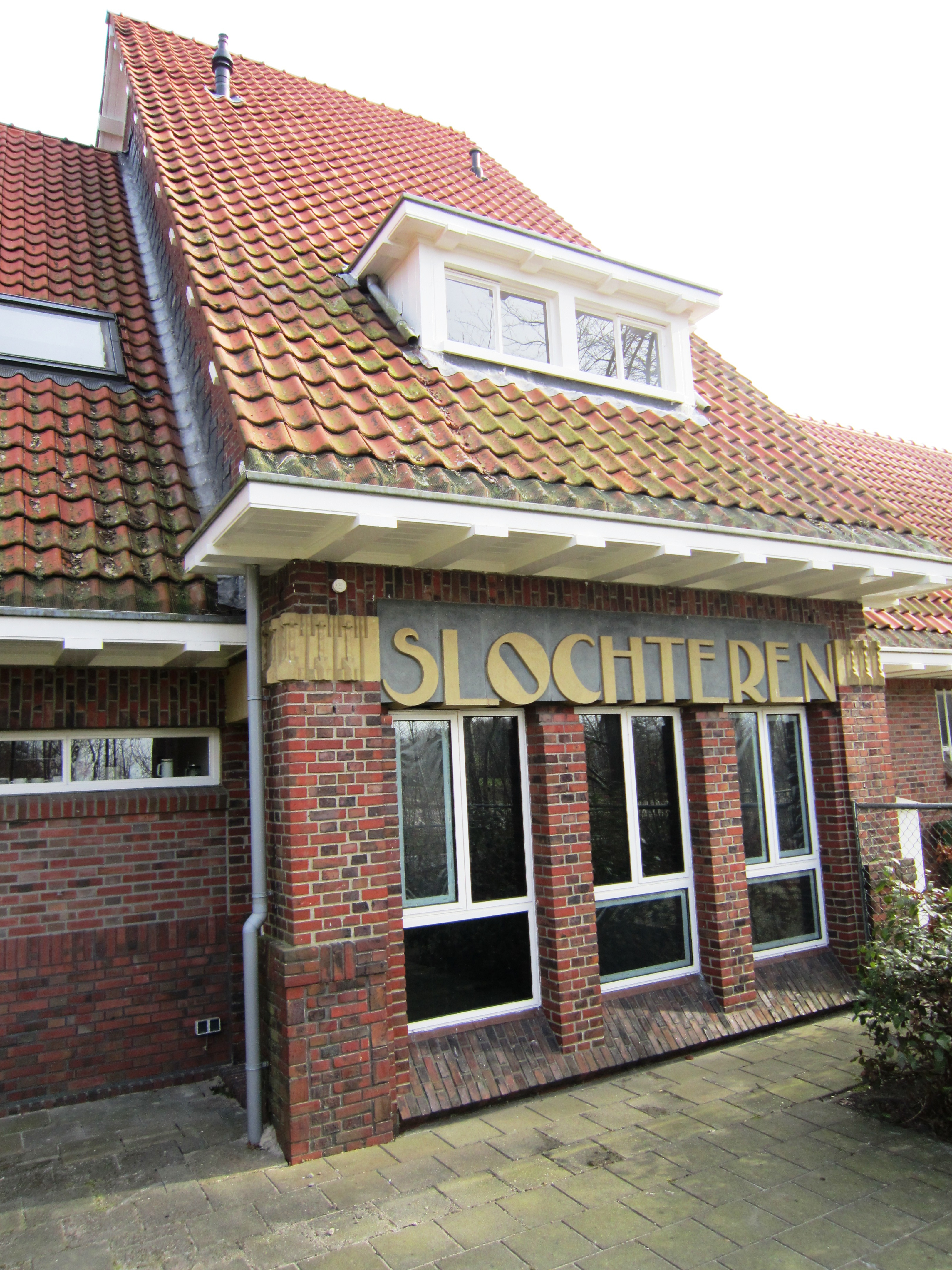
Het station met stationsnaam Slochteren

Momenteel heeft de Regiopolitie Groningen het stationsgebouw in gebruik, en is de Internationale Politiepetten Collectie van de International Police Association afdeling Groningen te bewonderen in het stationsgebouw.
0: Groningen ·
5: Roodehaan ·
7: Engelbert ·
9: Bieleveldslaan ·
10: Harkstede-Scharmer ·
15: Kolham ·
17: Froombosch ·
19: 's Gravenschans ·
20: Slochteren ·
22: Wijgchelsheim ·
23: Schildwolde-Hellum ·
25: Zandelaan ·
26: Siddeburen ·
27: Leentjerweg ·
32: Tjugchem-Meedhuizen ·
37: Weiwerd
Appingedam · 
Bad Nieuweschans ·
Baflo · 
Bedum · 
Delfzijl · 
-West · 
Eemshaven ·
Grijpskerk · 
Groningen · 
-Europapark ·
-Noord ·
Haren · 
Hoogezand-Sappemeer · 
Kropswolde · 
Loppersum · 
Martenshoek · 
Roodeschool · 
Sauwerd · 
Scheemda · 
Stedum · 
Uithuizen · 
Uithuizermeeden · 
Usquert · 
Veendam · 
Warffum · 
Winschoten · 
Winsum · 
Zuidbroek · 
Zuidhorn
Voormalige stations: zie de lijst van voormalige spoorwegstations in Groningen